# Alieni iuris
Alieni iuris (łac. [osoby] cudzego prawa) – w prawie rzymskim, osoby podlegające władzy pater familias.

## Status prawny osóbalieni iuris
Do kategorii osób alieni iuris należały przede wszystkim osoby podlegające władzy ojcowskiej (tzw. patria potestas), tj. synowie (filii familias), córki (filiae familias), wnuki i dalsi zstępni oraz adoptowani i arrogowani. Ponadto osobą alieni iuris mogła być żona (uxor) ojca rodziny lub osoby mu podległej, jeżeli weszła pod władzę (manus) męża oraz do jego rodziny agnatycznej. Żona ojca rodziny, która była in manu (podlegała jego władzy), nazywana była wówczas mater familias.
Osoby alieni iuris nie mogły być podmiotami praw majątkowych, tj. nie mogły mieć żadnej własności ani niczego nabywać dla siebie. Początkowo nie miały one również zdolności do zawierania umów. Z czasem mogły dokonywać takich czynności, ale wyłącznie na rzecz patris familias, tj. to, co nabyły, stawało się własnością ich zwierzchnika. Analogiczna sytuacja miała miejsce, kiedy syn nabywał władzę nad swoją żoną, gdyż nabywał ją również nie dla siebie, ale na rzecz swojego patris familias.
W czasach najdawniejszych położenie dzieci podlegających patria potestas, zbliżone było do położenia niewolników. Np. ojciec mógł swe dzieci sprzedać (syna, wedle Prawa XII Tablic najwyżej trzykrotnie pod rygorem utraty nad nim władzy, córkę lub wnuka wedle późniejszej interpretacji jeden raz), zabić (po przeprowadzeniu "sądu domowego" iudicium domesticum) lub porzucić (ius exponendi), z czasem prawo ograniczyło te możliwości. Odpowiedzialność ojca za długi zaciągnięte przez syna była taka sama, jak odpowiedzialność właściciela za długi zaciągnięte przez niewolnika. Ponadto jeżeli jakaś osoba przetrzymywała syna, ojciec mógł się domagać jego wydania przy pomocy rei vindicatio, tak jak to miało miejsce w przypadku niewolnika czy innej rzeczy. Jednak jako ludziom wolnym, obywatelom rzymskim przysługiwała pełnia praw politycznych – mężczyzna alieni iuris w czasach republiki mógł dojść do najwyższych stanowisk urzędniczych.
Za przestępstwa i delikty osób alieni iuris odpowiadał noksalnie jej zwierzchnik. Był on również uprawniony do wytoczenia powództwa w wypadku znieważenia podległej mu osoby.

## Sytuacja majątkowafilii familias
Filius familias początkowo mógł działać wyłącznie na rzecz swojego zwierzchnika. Pod koniec republiki – wedle prawa pretorskiego – mógł również zobowiązywać patrem familias kontraktami, o ile wynikały z nich skierowane przeciwko pater familias powództwa o charakterze dodatkowym (actiones adiecticiae qualitatis).
Za dominatu, filius familias zdobywa stopniowo odrębną zdolność do czynności prawnych. Mógł on samodzielnie zobowiązywać się przez kontrakty i być z nich pozywany. Najczęściej jednak egzekucja z tych kontraktów była bezskuteczna, gdyż za życia ojca nie miał on własnego majątku.
Osoby alieni iuris w zasadzie nie mogły sporządzić testamentu. Mogły za to dziedziczyć, jednak spadek taki przypadał na zasadach ogólnych ich ojcu. Jednak od czasów cesarza Konstantyna, pater familias nie mógł zbyć takiego spadku, jeżeli dziecko otrzymało go po matce lub po jej krewnym wstępnym.

### Peculium
Pater familias z reguły wydzielał synowi ze swego majątku do zarządu i używania tzw. peculium profecticium. Pater familias pozostawał jednak nadal jego właścicielem. Mógł on powiększyć, zmniejszyć czy wreszcie odebrać (ademptio peculii) takie peculium. Umożliwiało ono synowi zdobycie doświadczenia życiowego i zawodowego. Emancypowany syn zwykle otrzymywał je na własność.
Instytucja ta wywodziła się – od czasów Oktawiana Augusta lub wcześniejszych – z "majątku obozowego" (peculium castrense). Był to majątek, jaki syn otrzymywał w związku ze swoją służbą wojskową lub zdobywał w jej trakcie. Był on jego własnością i mógł nią swobodnie dysponować czynnościami inter vivos (między żyjącymi, np. umowy) jak i mortis causa (na wypadek śmierci, np. testament, darowizna na wypadek śmierci). Jeżeli jednak zmarł on, nie rozporządziwszy nim, majątek ów przypadał patri familias nie jako spadek, ale z tytułu zwrotu peculium.
Za czasów dominatu (IV w.) pojawiła się instytucja „majątku tak jakby obozowego” (peculium quasi castrense), będącego również własnością syna. Był to majątek nabyty w cywilnej służbie państwowej, początkowo jako dygnitarz dworski, od V w. również jako jakikolwiek urzędnik lub duchowny.

### Bona adventicia
Od czasów kodyfikacji justyniańskiej, syn (filius familias) stawał się właścicielem całego majątku niepochodzącego od ojca ani z jego majątku (ze spadku po matce bona materna lub z innych źródeł tzw. bona adventicia lub peculium adventicium, zaliczano tu nabytki z małżeństwa lucra nuptialia czyli posag). Jednakże ojciec mógł ten majątek dożywotnio użytkować i zarządzać, chyba że osoba, od której te dobra pochodziły, wykluczyła zarząd i użytkowanie ojca (bona adventicia irregularia).
Syn, dopóki był alieni iuris, nie mógł rozporządzać tymi dobrami w testamencie. Jednak w pierwszej kolejności dziedziczyły po nim beztestamentowo jego dzieci, następnie bracia a dopiero w dalszej kolejności ojciec.